# Belén Gopegui
Belén Ruiz de Gopegui Durán (Madrid, 1963), más conocida como Belén Gopegui, es una escritora, novelista y guionista española. Con su ópera prima La escala de los mapas, editada en 1993 por Anagrama, recibió varios premios. Su tercera obra, La conquista del aire, fue adaptada al cine por el director Gerardo Herrero. Belén Gopegui fue descrita como la mejor de su generación por Francisco Umbral.

## Biografía
Es hija de Margarita Durán Suárez, una de las fundadoras de Amnistía Internacional en España y del científico aeroespacial Luis Ruiz de Gopegui, uno de los pocos expertos en astrofísica españoles de su generación.
Licenciada en Derecho por la Universidad Autónoma de Madrid, donde dirigió la revista Trasgo, y doctora en Humanidades por la Universidad Carlos III, inició su carrera profesional colaborando en las secciones literarias de diversos medios de prensa, entre ellos el diario El Sol, para el que realizó entrevistas.
En 1993 la editorial Anagrama publicó con gran éxito su primera novela La escala de los mapas, que recibió los premios Tigre Juan e Iberoamericano Santiago del Nuevo Extremo para autores noveles.
Su segunda novela Tocarnos la cara se publicó por Anagrama en 1995, también con gran acogida de público y crítica. Su tercera novela, La conquista del aire, publicada por la misma editorial en 1998, fue adaptada al cine en 2000 con el título Las razones de mis amigos por Gerardo Herrero.
Tras esta adaptación cinematográfica, junto con la guionista y directora de cine Ángeles González-Sinde comenzó su carrera como guionista. Fruto de esta colaboración fue el guion para la película La suerte dormida. Ya en solitario escribió el guion de El principio de Arquímedes, dirigida también por el director Gerardo Herrero en 2004.
En ese mismo año, 2004, publicó su El lado frío de la almohada (Editorial Anagrama), novela que trata sobre la relación entre un diplomático estadounidense destinado en Madrid e intermediario en un trato con agentes de la seguridad del Estado de Cuba y su contrapartida Laura Bahía, una joven agente española de origen cubano.
En 2005 aparece su primera y única obra teatral Coloquio en el libro coral Cuba 2005 (editorial HIRU) en defensa de la Revolución Cubana. 
En 2007 publicó la novela El padre de Blancanieves, también en la editorial Anagrama.
En 2009 aparece Deseo de ser punk, una novela donde retrata, con la música rock que adquiere un rol protagonista en la historia como telón de fondo, el inconformismo de la adolescencia a partir de la voz de Martina, una joven de 16 años. Un año después de su publicación gana el VII Premio Dulce Chacón de Narrativa Española, otorgado por el Ayuntamiento de Zafra, imponiéndose, entre otras, a una obra de Antonio Muñoz Molina.
En 2011 publica Acceso no autorizado en la editorial Mondadori, un thriller político-informático con un hacker y una vicepresidenta de gobierno como protagonistas con redes personales que se establecen en el mundo digital.
En 2014 publica El comité de la noche en la editorial Penguin Random House, cuyo argumento se centra en dos mujeres en la treintena que libran una batalla contra el tráfico y la compraventa de sangre.
En 2017 publica Quédate este día y esta noche contigo, una novela que pone en valor el mérito y la intimidad para valorar al ser humano frente a Google y el negocio de esta multinacional de la información contrapuesta a la intimidad y el secreto.
En 2019 publica Ella pisó la luna en la editorial Penguin Random House, un minilibro con fotografías que recoge la conferencia que dictó en marzo de este año en el ciclo Ni ellos genios ni ellas musas, en el CaixaForum de Madrid. Esta giró en torno a su padre, Luis Ruiz de Gopegui; pero en especial, a su madre, Margarita Durán Suárez.
En 2023 presenta su libro "El Murmullo, La autoayuda como novela, un caso de confabulación" un ensayo realizado a partir de la investigación de doctorado para su tesis sobre la literatura de autoayuda. "Por qué la gente en lugar de organizarse para luchar con un sistema injusto, coge un atajo. Y es que organizarse y luchar no siempre sale bien, y es muy cansado. Y además estamos muy aislados" apunta Gopegui.
En marzo de 2025 presenta Te siguen, una novela sobre el robo de la privacidad y los instrumentos de control e inducción ideológicos como la IA.
Fue finalista del Premio de la Crítica 2001, del Premio Fundación José Manuel Lara de Novela 2002 y del XIII Premio Rómulo Gallegos 2003 con su libro Lo real.

## Obras

### Novelas
- La escala de los mapas (Anagrama, 1993, Debolsillo 2011)
- Tocarnos la cara (Anagrama, 1995, Debolsillo 2011)
- La conquista del aire (Anagrama, 1998, Debolsillo 2011), llevada al cine con guion de Ángeles González-Sinde y dirección de Gerardo Herrero y titulada Las razones de mis amigos (2000)
- Lo real (Anagrama, 2001, Debolsillo 2011)
- El lado frío de la almohada (Anagrama, 2004, Debolsillo 2011)
- El padre de Blancanieves (Anagrama, 2007, Debolsillo 2014)
- El balonazo (Ediciones SM, 2008)
- Deseo de ser punk (Anagrama, 2009, Debolsillo 2017)
- Acceso no autorizado (Mondadori, 2011, Debolsillo 2014)
- El amigo que surgió de un viejo ordenador (Ediciones SM, 2012)
- El comité de la noche (Penguin Random House, 2014)
- Fuera de la burbuja (Gran Angular, 2017)
- Quédate este día y esta noche conmigo (Penguin Random House, 2017)[13][14]
- Existiríamos el mar (Literatura Random House, 2021).[15]
- Te siguen (Random House), 2025[12]

### Otros
- Cualladó: puntos de vista (1995)
- La suerte dormida (2003). Guion de cine, con Ángeles González-Sinde.
- El principio de Arquímedes (2004). Guion de cine para la película de Gerardo Herrero.
- Coloquio, dentro del libro Cuba 2005 (Editorial Hiru, 2005), que también incluye textos de Alfonso Sastre, Carlos Fernández Liria, Santiago Alba Rico, Carlo Frabetti y John Brown.
- El día que mamá perdió la paciencia (Barco de Vapor, 2009). Cuento.
- Rompiendo algo. Escritos sobre literatura y política (Ediciones UDP, 2014). Ensayos.
- Mi misión era acercarme a Miranda (Libros en Acción, 2015). Cuento.
- Ella pisó la luna (Penguin Random House, 2019). Conferencia.[16]
- Las nubesfuria (Somos libros, 2021) Relato ilustrado ISBN: 978-84-121588-3-0[17]
- El murmullo. La autoayuda como novela, un caso de confabulación (Debate, 2023) ISBN: 978-84-19399-27-4

## Premios
- La escala de los mapas. 
  - Premio Tigre Juan 1993
  - Premio Iberoamericano de Primeras Novelas "Santiago del Nuevo Extremo" 1994
- Lo real.
  - Finalista del XIII Premio Rómulo Gallegos 2003
  - Finalista del I Premio Fundación José Manuel Lara de Novela 2002
  - Finalista del Premio de la Crítica 2001
- II Premio Leteo 2002
- II Premio La tormenta en un vaso al mejor libro escrito en español por El padre de Blancanieves
- VII Premio de Narrativa Española Dulce Chacón por Deseo de ser punk. La autora cedió la cuantía económica del galardón a la Casa de la Juventud de Zafra para que sigan trabajando en beneficio de los colectivos juveniles.
- Premio Otra mirada en los Premios Cálamo 2014 por El comité de la noche
- Recibe el premio oXcars en 2010 junto a otras personalidades del panorama actual como Txaber Allué, José Luis Sampedro y Miguel Brieva.